# Paramoron diadematum
Paramoron diadematum är en skalbaggsart som först beskrevs av Heller 1910.  Paramoron diadematum ingår i släktet Paramoron och familjen långhorningar. Inga underarter finns listade i Catalogue of Life.